# Volkach
Volkach est une ville allemande, située en Bavière, dans l'arrondissement de Kitzingen. Ce bourg de la vallée du Main est réputé pour son vignoble et le sanctuaire de Maria im Weingarten

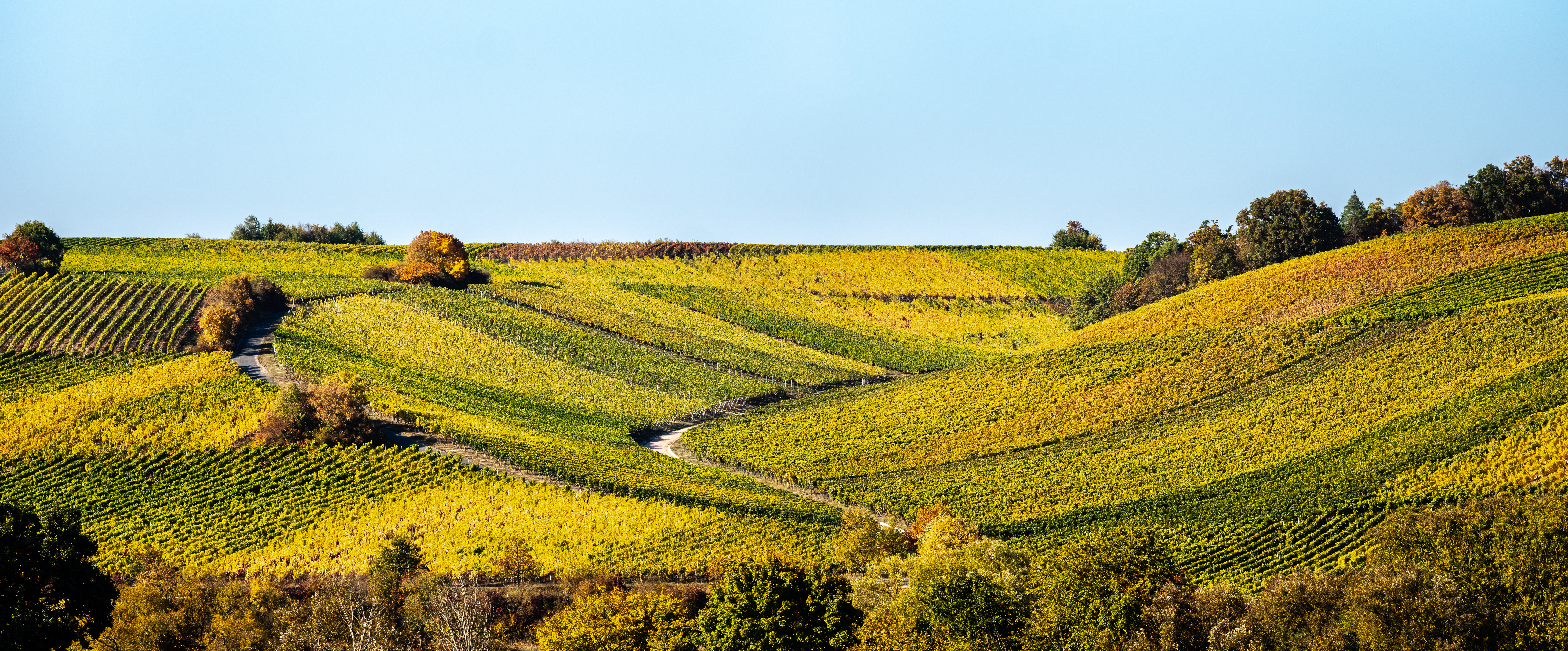
Vignoble entre Volkach et le village de Fahr, sur les coteaux du Main. Octobre 2018.

## Patrimoine
- Chartreuse d'Astheim, fondée au XVe siècle.

## Personnalités liées à la ville
- Heinrich Schwemmer (1621-1696), compositeur né à Gumpertshausen.
- Thaddäus Anton Dereser (1757-1827), théologien né à Fahr.
- Emmerich Joseph Otto von Hettersdorf (1766-1830), chanoine né à Volkach.